# Western Geophysical
Western Geophysical була міжнародною компанією з розвідки нафти, заснованої в Каліфорнії в 1933 році Генрі Сальваторі (Henry Salvatori) з метою використання сейсмології відображених хвиль для розвідки нафти.
Компанія була успішною, проте була продана Г.Сальваторі компанії Litton Industries в 1960 році. У 1987 році Litton і Dresser Industries створили спільне підприємство, в яке увійшли Western і Dresser Atlas. Спільне підприємство Western Atlas було виділено в якості публічної компанії в 1994 році. Потім Western придбала Halliburton Geophysical Services, яка була утворена з Geophysical Service Incorporated, Geosource і ряду інших компаній. У 1998 році компанія Western Atlas була придбана компанією Baker Hughes. У 2000 році Western Geophysical стала частиною спільного підприємства Baker Hughes і Schlumberger під назвою WesternGeco і перестала існувати як окреме підприємство. У травні 2006 року Schlumberger купила 30% акцій компанії Baker Hughes.
Western Geophysical протягом багатьох років побудувала ряд судів для сейсморозвідки різних класів в залежності від ролі. Більшість судів Western Geophysical були названі за географічними ознаками.